# Banguingny
Banguingny est une ville et une sous-préfecture de la préfecture de Fria, dans la région de Boké, dans l' ouest de la Guinée.

## Population
En 2014, elle comptait 8 684 habitants.   